# Bāzār Sar
Bāzār Sar (persiska: بازار سر) är en ort i Iran.   Den ligger i provinsen Mazandaran, i den norra delen av landet, 100 km norr om huvudstaden Teheran. Bāzār Sar ligger 1 245 meter över havet och antalet invånare är 312.
Terrängen runt Bāzār Sar är varierad. Runt Bāzār Sar är det ganska tätbefolkat, med 80 invånare per kvadratkilometer. Närmaste större samhälle är Kalārdasht, 5,0 km söder om Bāzār Sar. I omgivningarna runt Bāzār Sar växer i huvudsak blandskog.